# Glenda León

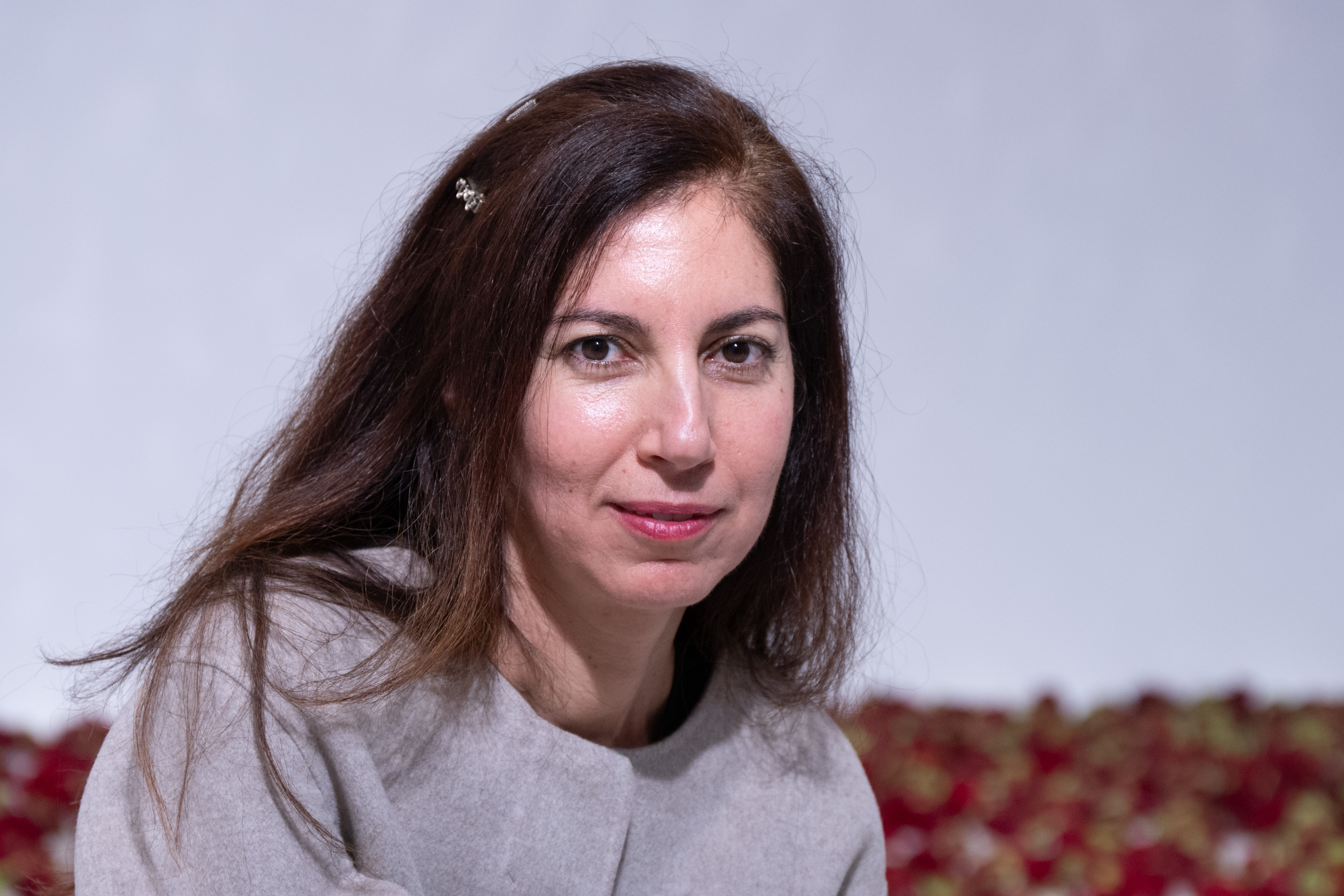
Glenda León (2024)

Glenda León (* 1976 in Havanna) ist eine kubanische bildende Künstlerin.

## Leben
Glenda León studierte klassisches Ballett, Choreografie, Philologie und Kunstgeschichte am Instituto Superior de Arte in Havanna. Danach besuchte sie die Kunsthochschule für Medien Köln, die sie 2007 abschloss.
Bereits 2003 wurde León erstmals zur Havanna Biennale eingeladen. Weitere Beteiligungen an internationalen Kunstausstellungen folgten, zum Beispiel 2013 die Biennale di Venezia in Italien, 2014 die SITE Santa Fe Biennale in den USA, 2020 die Changwon Sculpture Biennale in Südkorea, 2022 die Aichi Triennale in Nagoya in Japan. 2013 wurden Werke Leóns auf der Kunstmesse Arco in Madrid ausgestellt, 2016 und 2023 auf der Art Basel in der Schweiz.
Arbeiten der Künstlerin befinden sich in internationalen Kunstsammlungen, unter anderem im Centre Georges-Pompidou in Paris, im Museum of Fine Arts in Houston, im Armand Hammer Museum of Art in Los Angeles und im Pérez Art Museum Miami (PAMM).
Glenda León lebt und arbeitet in Havanna und Madrid.

## Künstlerische Tätigkeit
Glenda León ist seit ihrer Jugend künstlerisch tätig. Sie beschäftigt sich vorrangig mit den Bereichen Zeichnung, Installation, Skulptur, Fotografie und Video. León stellt Natürliches und Künstliches gegenüber. In ihrer Werkschau im OK Zentrum für Gegenwartskunst in Linz zeigt León unter anderem die Installation „Every Flower is a Shape of Time“. Inmitten von 5500 echten Blüten ist eine künstliche Rose verborgen, die erst im Lauf der Zeit durch das Verwelken der übrigen Blumen sichtbar wird und so die Vergänglichkeit darstellt. Ein ähnliches Projekt setzte sie 2004 in Montréal in der Installation „Out of Seasons“ um, bei der sie in einem öffentlichen Park künstliche Äste und Blätter in Bäume montierte. Dieser Eingriff in die Natur war erst zu erkennen, als die echten Blätter natürlich verwelkten und abfielen.
León beschäftigt sich mit Vergänglichem und Bleibendem, mit Klang und Stille, mit Sichtbarem und Unsichtbaren. In einer Arbeit schrieb León die Namen von Göttern verschiedener Religionen in Brailleschrift auf weiße Blätter, die von der Decke hängend präsentiert werden. Die Blindenschrift übersetzte sie in Noten, die von einem automatischen Klavier abgespielt werden.
Glenda León arbeitet mit unkonventionellen Materialien, verwendet Kaugummi, genauso wie Haare und andere Fundgegenstände für ihre Objekte. Haare klebt sie wie Linien auf Zeichenpapier; Haare, die auf Resten gebrauchter Seifen kleben, montiert sie als serielle Arbeit an die Wand.

## Ausstellungen (Auswahl)
Biennalen und Triennalen
- 2003, 2015, 2019 Havanna Biennale, Kuba
- 2013 Biennale di Venezia, Italien
- 2014 SITE Santa Fe Biennale, USA
- 2018 Dakar Biennale, Senegal
- 2020 Changwon Sculpture Biennale, Südkorea
- 2021 Cuenca Biennale, Ecuador
- 2021 Guangzhou Image Triennale, China
- 2022 Aichi Triennale, Nagoya, Japan[1]

Einzelausstellungen
- 2015 Centro Atlántico de Arte Moderno, Las Palmas de Gran Canaria, Spanien
- 2020 Extremeño e Iberoamericano de Arte Contemporáneo, Badajoz, Spanien
- 2021 Museo de Arte Contemporánea de Vigo, Spanien
- 2023 Every Shape is a Shape of Time, Fundació Pilar i Joan Miró a Mallorca, Mallorca, Spanien[6]
- 2024 Glenda León – Cosmic trace, OK Zentrum für Gegenwartskunst, Linz, Österreich[7]

## Auszeichnungen
- 2005 Pollock-Krasner Foundation-Award
- 2018 Latin American Roaming Art Award, LARA[8]
- 2020 Pollock-Krasner Foundation-Award
- 2021 Pilar Juncosa & Sotheby's Award, der Stiftung Fundació Pilar i Joan Miró a Mallorca, Mallorca, Spanien